# Мельшпайзе

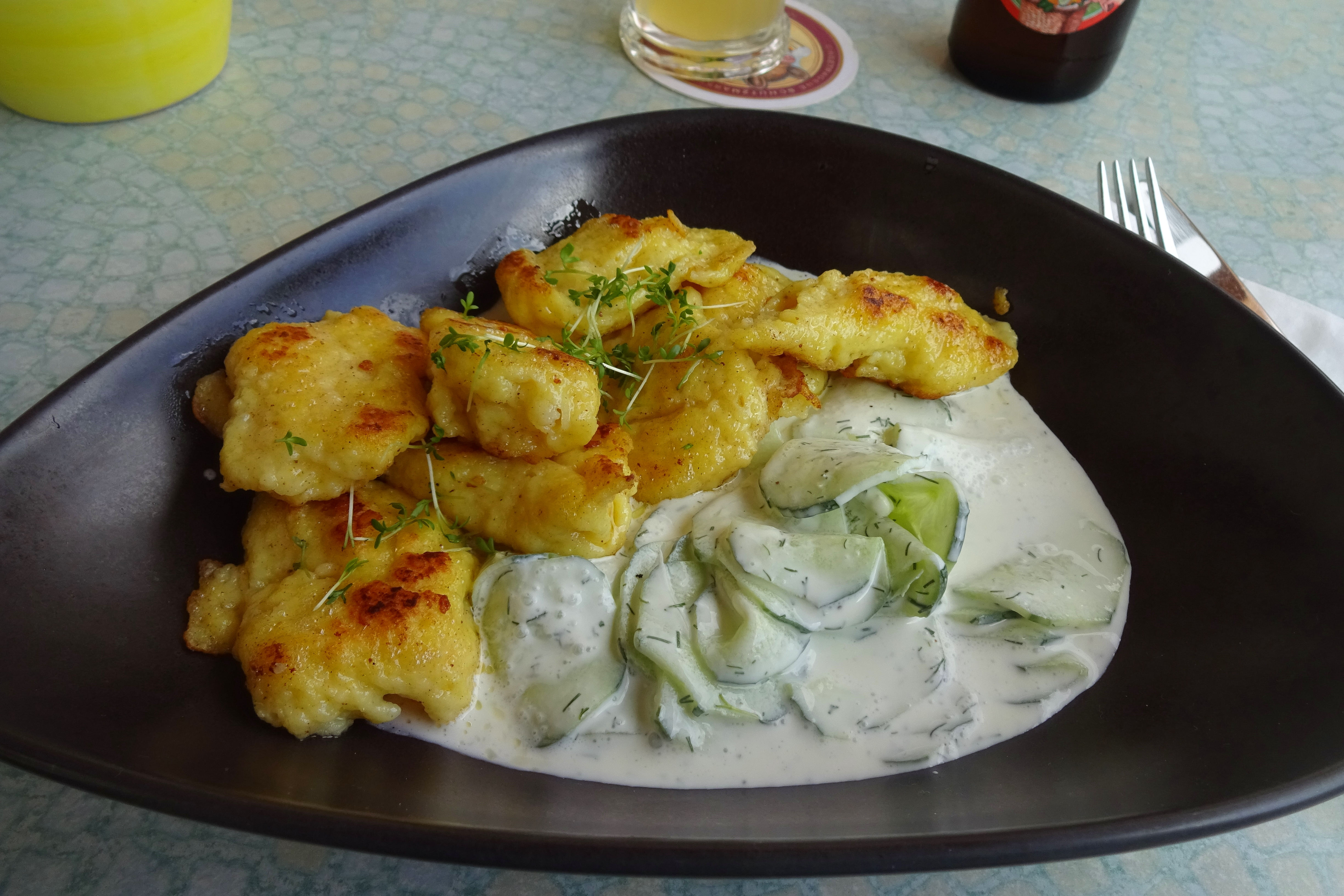
Мучные клёцки по-франконски с огуречным салатом

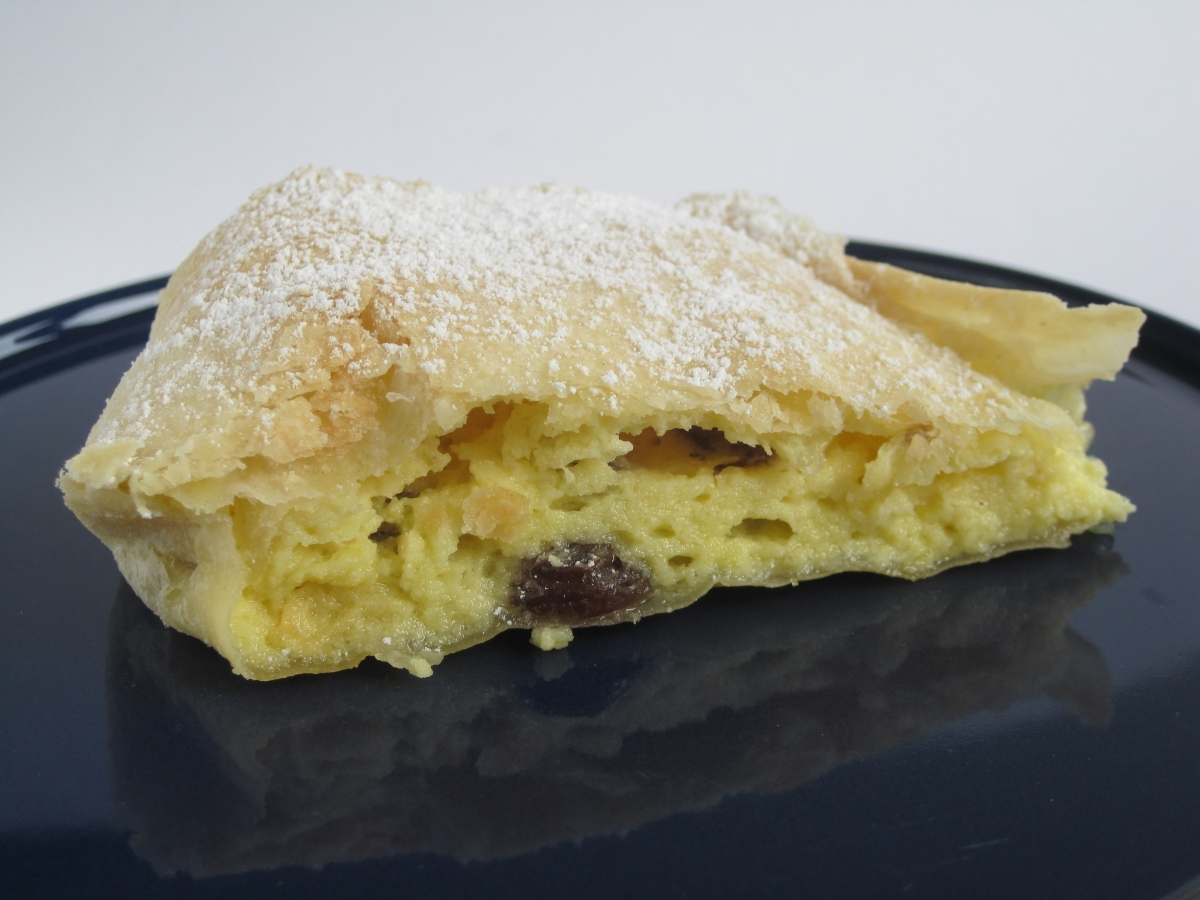
Творожный штрудель

Когда я приехала в Мюнхен, [...] комнатёшка у Владимира Ильича была плохонькая, жил он на холостецкую ногу, обедал у какой-то немки, которая угощала его Mehlspeise (мучными блюдами).
Ме́льшпайзе (мельшпе́йз, нем. Mehlspeise — букв. «мучное блюдо») — понятие в старобаварской и австрийской кухне, объединяющее разнообразные сладкие и солёные блюда, основным ингредиентом которых является мука, в том числе: шмаррн, штрудель, пончики, клёцки и кнедлики, лапшу, каши, запеканки и пудинги. Мельшпайзе готовят из муки или продуктов, произведённых из муки, молока, сливочного масла, яиц. К мельшпайзе не относятся хлеб, хлебобулочные изделия и выпечка.
Изначально «мельшпайзе» назывались сытные основные блюда из муки и других зерновых и крахмалосодержащих продуктов (манной крупы, риса, картофеля и белого хлеба), не содержащие мяса. Мельшпайзе появились на юге Германии и в Австрии в XVI веке и были необходимы католикам, чтобы соблюдать посты, длившиеся около 150 дней в год, когда верующим запрещалось есть мясо, а рыба зачастую была не по карману. На рубеже XX века сытные крестьянские блюда были адаптированы венской кухней в качестве сладких десертных блюд. По мнению Альфонса Шубека, в этой «дисциплине» сладких мельшпайзе блестящие результаты помимо австрийской демонстрирует также чешская кухня.
И. С. Тургенев, не большой ценитель немецкой кухни, описывал мельшпайзе в повести «Вешние воды» 1872 года как «нечто вроде пудинга, с кисловатой красной подливкой». Критикуя немецкую кухню, Ф. Ницше в 1888 году в «Ecce Homo. Как становятся сами собою» писал, что мельшпайзе «выродилось в пресс-папье».